# 北坡中共中央晋绥分局旧址
北坡中共中央晋绥分局旧址，位于山西省吕梁市兴县蔡家崖乡北坡村，是一处中华人民共和国全国重点文物保护单位。

## 保护
2016年6月6日，北坡晋绥分局旧址公布为第五批山西省文物保护单位，编号5-153，年代为民国三十一年(1942)。2019年10月7日，北坡中共中央晋绥分局旧址公布为第八批，编号8-0534-5-018，近现代重要史迹及代表性建筑类，年代为1942～1949年。